# حاجي لار (ورزقان)
حاجي لار هي قرية في مقاطعة ورزقان، إيران. عدد سكان هذه القرية هو 86 في سنة 2006.